# Tiefenpölz

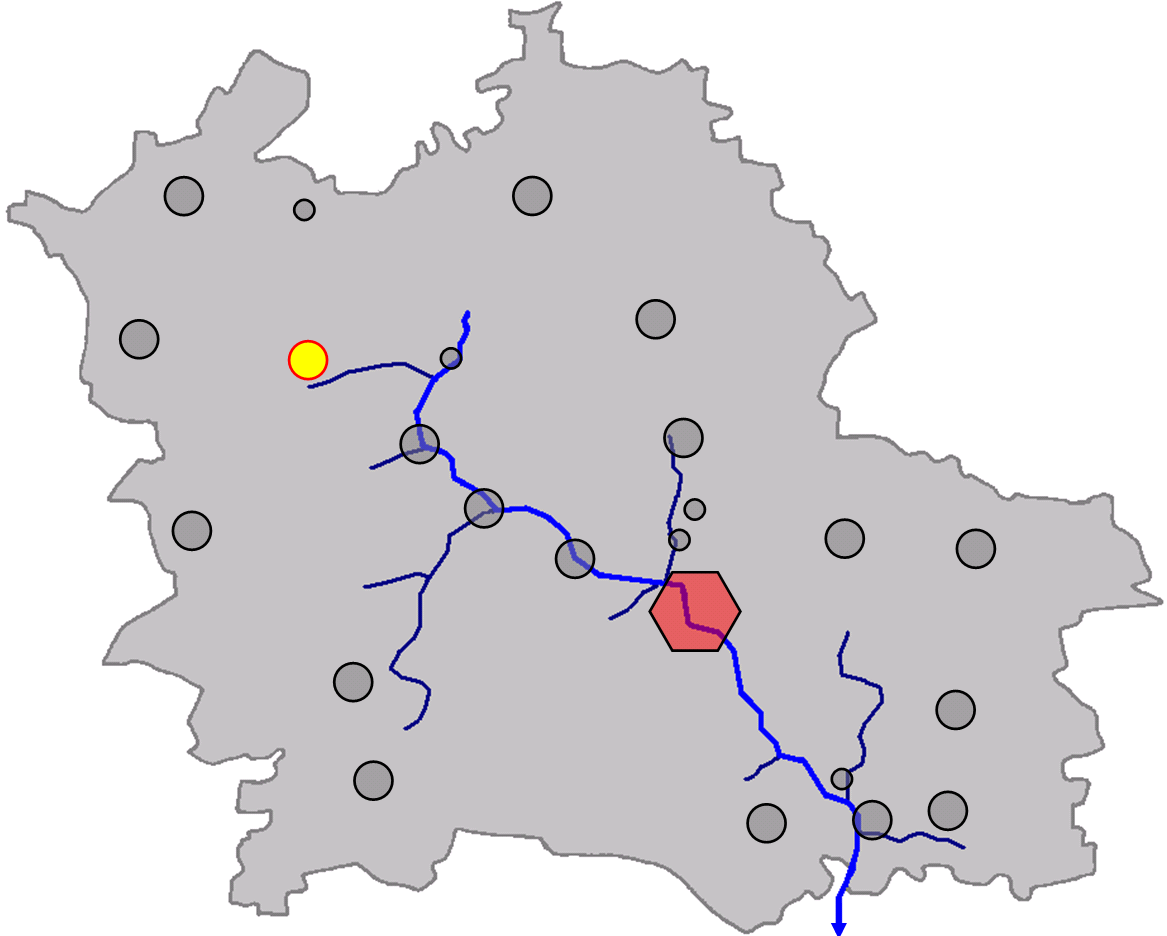
Lage von Tiefenpölz im Markt Heiligenstadt in Oberfranken

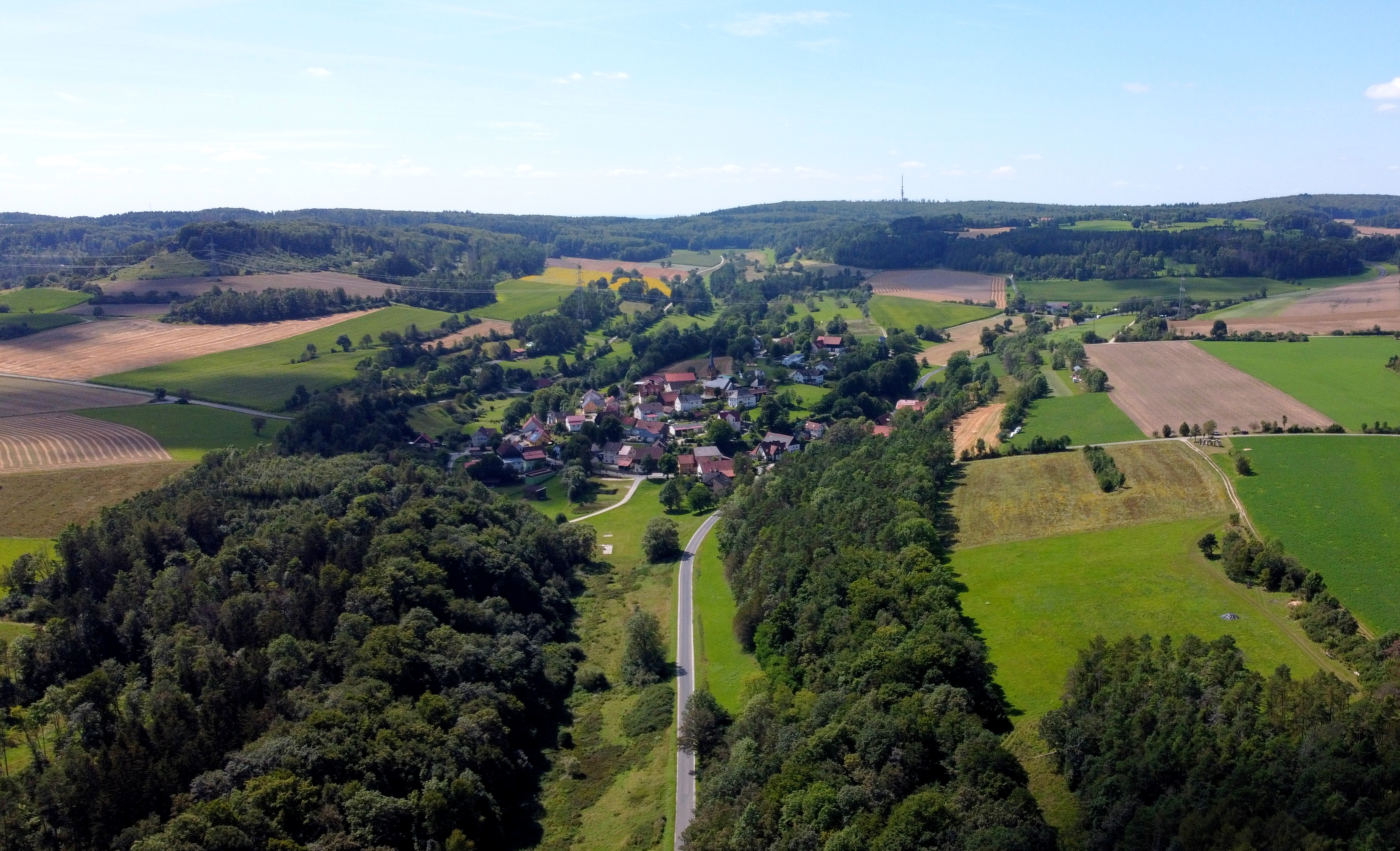
Luftbild von Tiefenpölz aus östlicher Richtung

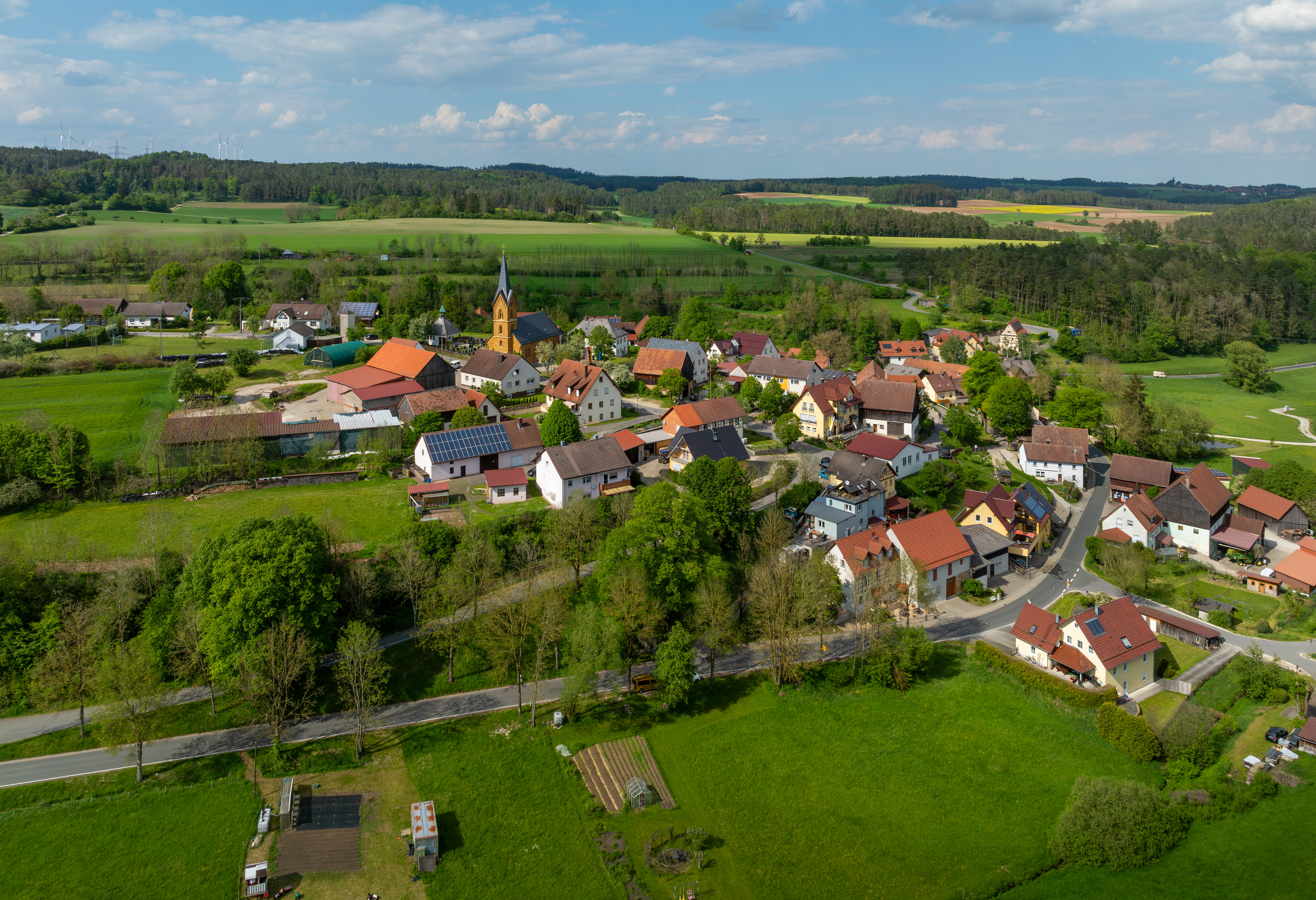
Luftaufnahme von Tiefenpölz aus Richtung Süden

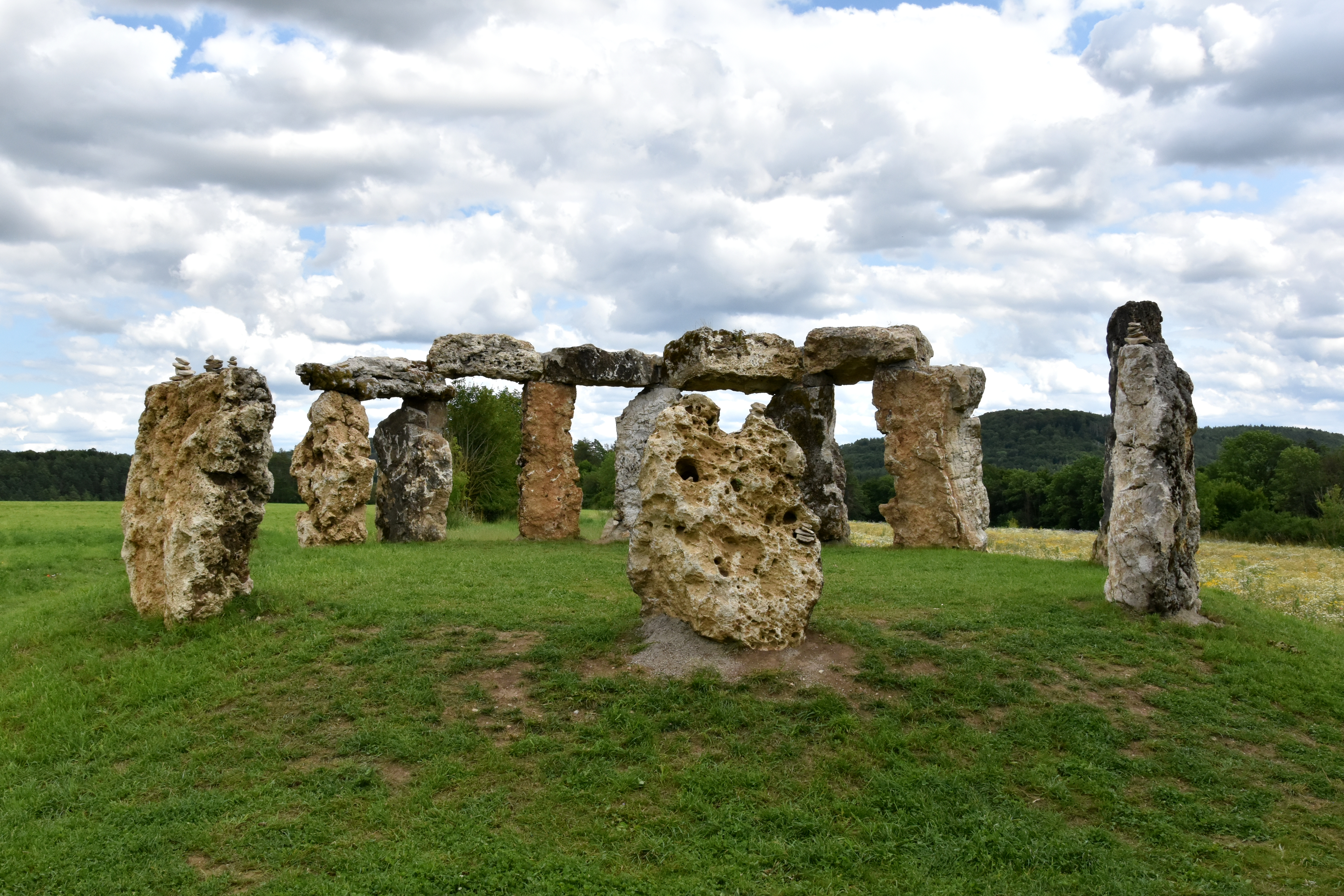
Verkleinerte Nachbildung des berühmten Steinkreises "Stonehenge"

Das Pfarrdorf Tiefenpölz ist ein Gemeindeteil des Marktes Heiligenstadt i.OFr. im oberfränkischen Landkreis Bamberg in Bayern.

## Geografie
Markant ragt die St.-Martin-Pfarrkirche heraus. Ebenso markant ist der in Richtung Teuchatz gelegene Seigelstein, von dem man einen Ausblick in Richtung Norden und Osten hat, der bei herbstlicher Wetterlage bis zum Fichtelgebirge reicht.

## Geschichte
Erst seit dem 12. Jahrhundert unterscheidet man zwischen Tiefen- und Hohenpölz. Vorher nannte man beide Orte „Bolenze“ bzw. „Bolinze“. Die erste urkundliche Erwähnung stammt vom 6. August 1096 in einer Urkunde des Wicken von Langheim über einen Gütertausch, bei dem „Arnolt de Bolence“ als Zeuge auftrat.
Am 1. Mai 1978 wurde die Gemeinde Tiefenpölz im Zuge der Gebietsreform in Bayern in den Markt Heiligenstadt in Oberfranken eingegliedert.

### Name
Die Ortsnamenforscher sind sich uneinig über die Herkunft des Wortes Pölz, sehen aber meistens einen slawischen Ursprung. Entweder geht es auf die Wurzel poljce (kleines Feld) oder auf einen slawischen Dorfgründer namens Bolen zurück.

### Beschreibung im Geografischen Lexikon von 1799
In Bundschuhs Geografischem Lexikon aus dem Jahr 1799 wird Tiefenpölz folgendermaßen geschildert:

„Tiefenpölz, Bambergisches katholisches Pfarrdorf im Amte Memmelsdorf Die Pfarrei gehört zur Bambergischen Diözese und dem Landkapitel Scheßlitz, liegt 4 Stunden von der Residenzstadt, hat mit Teuchatz gleichen Boden und gleiche vermischte Herrschaft, doch übt Memmelsdorf die Dorfs- und Gemeinherrschaft über den Ort aus.“

### Schulstellenbeschreibung (1914)
In einer Schulstellenbeschreibung des Lehrers P. R. Link aus dem Jahr 1914 heißt es:

„Tiefenpölz, selbständige Gemeinde und katholisches Pfarrdorf in 460 m über dem Meer in schöner romantischer Gegend. Das Klima ist etwas rauh, jedoch gesund. Der Ort hat 36 Häuser und Familien, 190 Einwohner (8 Protestanten). Post- und Bahnstation sind Heiligenstadt, Arzt und Apotheke finden sich in Scheßlitz. Tiefenpölz hat gutes Quellwasser; der Gemeindebrunnen ist 200 Schritte vom Schulhaus entfernt. Die Lebensmittel beschafft ein Bote zweimal wöchentlich aus Bamberg; für unverheiratete Lehrer gibt es einen standgemäßen Mittagstisch in dem einen Gasthaus.“

## Baudenkmäler
In der amtlichen Denkmalliste sind sechs Objekte eingetragen:
- Bauernhaus, Tiefenpölz 17
- Bauernhaus des Michelsberger Hofes, Tiefenpölz 33
- Stadel des Michelsberger Hofes, Tiefenpölz 33
- Remise des Michelsberger Hofes, Tiefenpölz 33
- Pfarrhaus, zweigeschossiger Walmdachbau, Tiefenpölz 36
- Pfarrkirche St. Martin

## Sehenswürdigkeiten
- Verkleinerte Nachbildung des berühmten Steinkreises "Stonehenge" in Südengland.